# سيلفانا سيمونز
سيلفانا هيلدغارد سيمونز (مواليد 31 يناير 1971 في باراماريبو)، هي سياسية وممثلة ومقدمة برامج تلفزيونية هولندية. أسست في ديسمبر 2016 الحزب السياسي «Artikel 1» ، الذي عُرف لاحقًا باسم «Bij1».ء 
ولدت سيمونز في باراماريبو عاصمة سورينام، وانتقلت مع والديها وهي في عمر 18 شهرًا إلى هولندا. نشأت في مدينة هورن، الهولندية، ودرست في أكاديمية دانساكا لوسيا مارثاس ومدرسة للحلاقة، وعملت راقصة للمغني سي بي ميلتون، ثم ركزت على الراديو والتلفزيون. في ديسمبر 2016 أسست الحزب السياسي الهولندي «Artikel 1»، والذي تم تغييره لاحقًا إلى «Bij1».